# بريدجيت بيرير
بريدجيت بيرير هي ناشطة حقوق الإنسان كندية، ولدت في 1977 في ثاندر باي في كندا.